# Moinhos do Bairro do Caramão

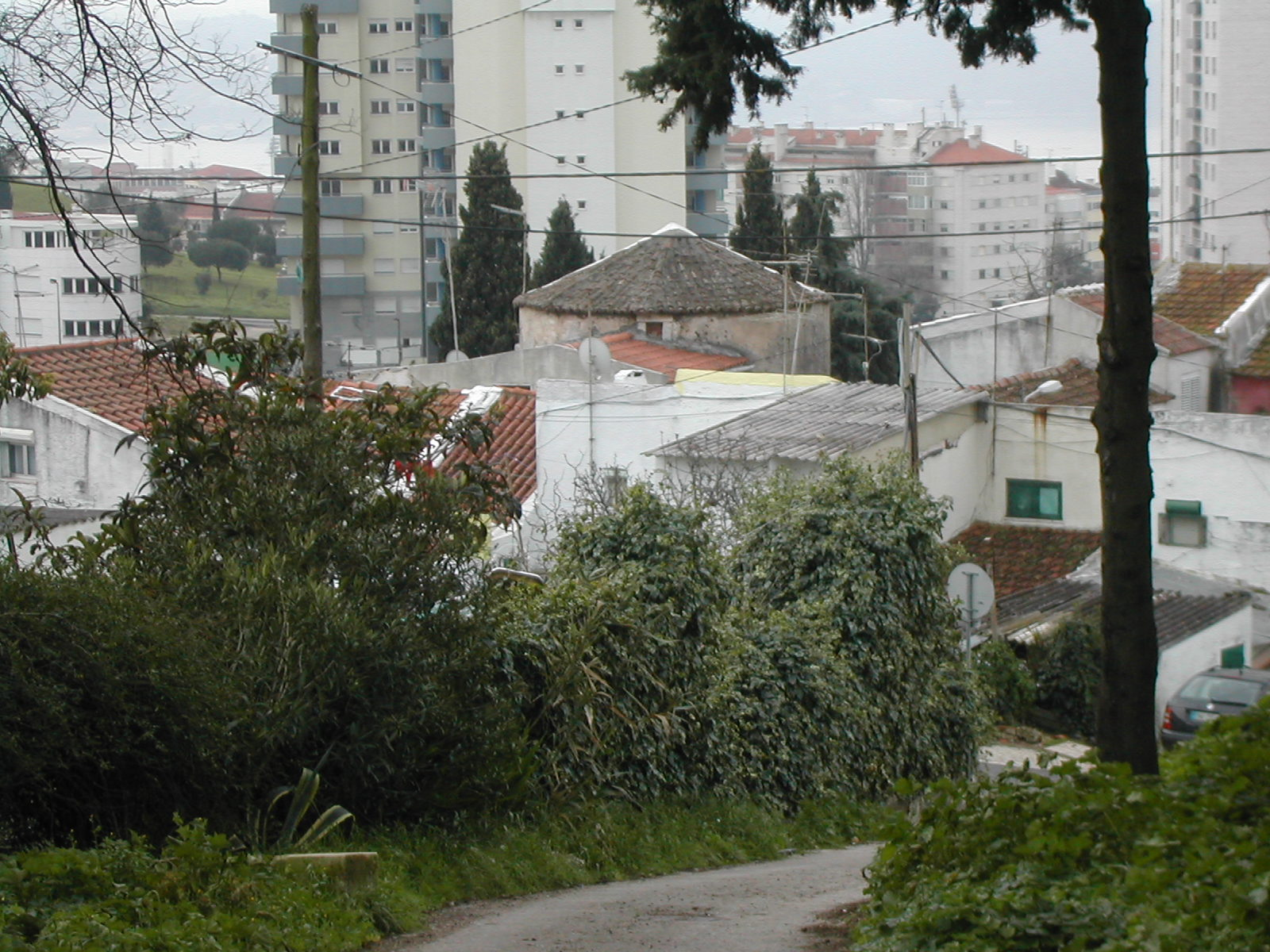
Windmühle im Bairro do Caramão

Die Moinhos do Bairro do Caramão sind ein Ensemble von drei Windmühlen im Bairro do Caramão der portugiesischen Hauptstadt Lissabon.
Die Mühlen wurden vermutlich im 18. Jahrhundert in der Serra de Monsanto errichtet. Ihre Bausubstanz ist gefährdet. 
Koordinaten: 38° 42′ 46,6″ N, 9° 12′ 27,9″ W